# Улрих II фон Гамертинген
Улрих II фон Гамертинген (на немски; † между 12 юни 1144 и 18 септември 1150 като монах в Цвифалтен) е 1116 г. граф на Гамертинген в днешен Баден-Вюртемберг, 1134 и 1137 г. граф на Ахалм (при Ройтлинген, фогт на манастир Санкт Гален, монах в Цвифалтен в Баден-Вюртемберг.
Той е големият син на граф Улрих I фон Гамертинген († 1110) и съпругата му Аделхайд фон Дилинген († 1141), дъщеря на граф Хартман I фон Дилинген († 1120/1121) и наследничката Аделхайд фон Винтертур-Кибург († 1118/1125). Брат е на граф Адалберт I фон Гамертинген († пр. 13 октомври 1150 като монах).
Първата резиденция на фамилията е построеният от 1050 до 1100 г. замък Балденщайн при Гамертинген. Ок. 1120 г. се започва строежа на втори замък над селото Хетинген (Хатинген) и те веднага се наричат също „Графове фон Гамертинген-Хетинген“. През 1134 г. фамилията получава собствеността и титлата на по-ранните „графове фон Ахалм“. Ок. 1150 г. замъкът Гамертинген изгаря и не се построява отново.
Гробницата на фамилията е намерена през 1983 г. в църквата Св. Михаелис в Гамертинген.

## Фамилия
Улрих II фон Гамертинген се жени за принцеса Юдит (Юдинта) фон Церинген (* ок. 1090; † сл. 5 август 1144/пр. 1150), дъщеря на херцог Бертхолд II фон Церинген († 1111) и принцеса Агнес фон Райнфелден († 1111), дъщеря на швабския херцог, геген-крал Рудолф фон Райнфелден (1025 – 1080). Те имат децата:
- Улрих III фон Гамертинген († ок. 1165), женен за Аделхайд († пр. 1150), баща на
  - Удилхилд фон Гамертинген († сл. 26 октомври 1191 в Отобойрен, като монахиня), омъжена за граф и маркграф Хайнрих I фон Ронсберг († пр. 6 септември 1191)
- Конрад I фон Гамертинген и Ахалм († 19 юли пр. 1150)
- Аделхайд фон Гамертинген († сл. 1139), монахиня в Цвифалтен 1137/1139
- Берта фон Гамертинген († 8 ноември сл. 1150), монахиня в Цвифалтен 1137/1139

## Галерия
- Дворецът и град Гамертинген (1717)
- Замък Ахалм
- Останки от замък Ахалм